# Малеев, Леонид Кузьмич
Леонид Кузьмич Малеев (20 июля 1938, Ольховатка, Курская область — 2 февраля 2010, Волгореченск) — бригадир слесарей-монтажников Костромского монтажного участка треста «Центроэнертомонтаж», Костромская область.

## Биография
Родился 20 июля 1938 года в селе Ольховатка Поныровского района Курской области в крестьянской семье. Отец погиб на фронте, мать одна поднимала детей.
В 1957 году окончил профессионально-техническое училище в Орле, получил специальность мастера по текстильному оборудованию. Завербовался в трест «Центрэнергомонтаж», в этой организации прошел весь трудовой путь. Стал энергомонтажником. Первая стройка — электростанция в городе Томске, где через полгода он уже был звеньевым. Затем строительство Беловской ГРЭС.
С середины 1960-х годов работал в городе Волгореченск на строительстве Костромской ГРЭС. Монтажный участок, на котором бригадиром работал Малеев, также участвовал в строительстве жилья. Ему, квалифицированному монтажнику по котлам, пришлось переквалифицироваться на домостроителя. В начале 1970-х был командирован на строительство Рязанской ГРЭС. Здесь узнал о присвоении высокого звания.
Указом Президиума Верховного Совета СССР от 3 января 1974 года за выдающиеся успехи в выполнении и перевыполнении планов 1973 года и принятых социалистических обязательств Малееву Леониду Кузьмичу присвоено звание Героя Социалистического Труда с вручением ордена Ленина и золотой медали «Серп и Молот».
В дальнейшем, до выхода на пенсию, жил и работал в городе Волгореченск.
Скончался 2 февраля 2010 года. Похоронен в городе Волгореченск, на кладбище номер 2.
Награждён орденами Октябрьской Революции, Трудового Красного Знамени, медалями. Почётный гражданин города Волгореченск.
На доме, где жил Герой, установлена мемориальная доска.